# Вечная память (фильм)
«Вечная память» (исп. La memoria infinita) — чилийский документальный фильм 2023 года режиссёра Майте Альберди. В фильме рассказывается об отношениях чилийского журналиста Аугусто Гонгоры и чилийской актрисы Паулины Уррутиа.
Его мировая премьера состоялась 21 января 2023 года на кинофестивале «Сандэнс», где он получил Гран—при жюри. Фильм также был назван Национальным советом кинокритиков США в числе пяти лучших документальных фильмов 2023 года. 23 января 2024 года стало известно, что «Вечная память» номинирована на «Оскар» в категории «Лучший документальный полнометражный фильм».

## Сюжет
Аугусто Гонгора и Паулина Уррутиа являются парой вот уже 23 года. Аугусто — один из самых известных культурных журналистов и телеведущих Чили. Его жена Паулина, которую ласково называют «Паули», — актриса, занимавшая пост министра культуры и искусств страны с 2006 по 2010 год. Восемь лет назад у Аугусто диагностировали болезнь Альцгеймера, и с тех пор Паулина заботится о нём. На протяжении всей своей карьеры Аугусто стремился к тому, чтобы зверства диктатуры Пиночета не были забыты. Сегодня ему и его жене предстоит сохранить свою личность, несмотря на трудности, связанные с его болезнью. Каждый день пара сталкивается с трудностями, вызванными Альцгеймером, но при этом они сохраняют нежность и чувство юмора, которые связывают их вместе.

## Появления
- Аугусто Гонгора
- Паулина Уррутиа
- Густаво Серати (хроника)
- Рауль Руис (хроника)
- Хавьер Бардем
- Педро Лемебель[англ.] (хроника)

## Восприятие
На сайте-агрегатора рецензий Rotten Tomatoes фильм имеет рейтинг одобрения 93 % на основе 68 рецензий со средней оценкой 8,1 из 10.
Гай Лодж из Variety отметил, что в фильме «неумолимо грустный материал рассматривается с более легким и лирическим подходом, чем в большинстве других подобных историй». В статье для The Hollywood Reporter Дэвид Руни назвал его «трогательной хроникой брака, которому бросила вызов болезнь Альцгеймера», завершив свой обзор словами, что фильм «столь же неожиданно волнующий, сколь и печальный».
Ная Гусева (Film.ru) оценила фильм на 8 баллов. По её словам: «Большинство фильмов об Альцгеймере работают с жалостью: от болезни едва ли есть спасение, и на глазах зрителя герои увядают, забывая себя самих. Но „Вечная память“ не идет по проторенной дороге и выбирает путь светлее — те, кто пережил режим, готовы бороться за себя до последнего».